# Fredericksburg Confederate Cemetery

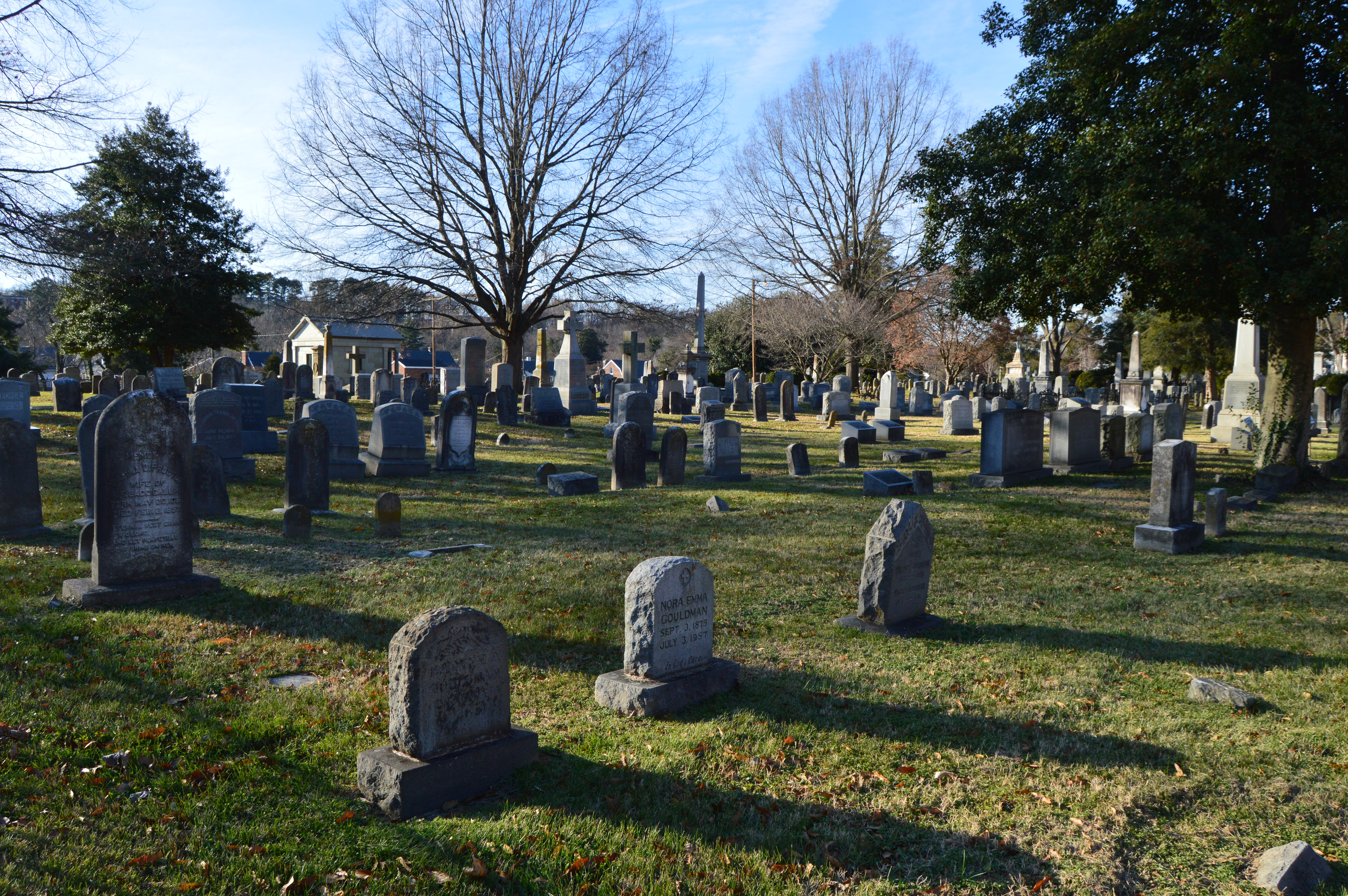
Fredericksburg Confederate Cemetery, Virginia

Der Fredericksburg Confederate Cemetery ist ein historischer Friedhof in Fredericksburg im US-Bundesstaat Virginia.

## Geschichte
Die Geschichte des Friedhofs geht zurück auf den Sezessionskrieg. Eine Gruppe von Witwen der Ladies Memorial Association, eine Frauenorganisation für Witwen, die nach dem Krieg gegründet wurde, kauften 1867 ein Grundstück, um ihre gefallenen Männer der Konföderierten Staaten begraben zu können.
1884 wurde ein Monument eines konföderierten Soldaten im Zentrum des Friedhofs errichtet. Noch heute werden der Friedhof und die Gräber von der Ladies Memorial Association instand gehalten. Jedes Jahr am Memorial Day wird von der Organisation eine Gräberwache organisiert.
Der Friedhof liegt am Washington Avenue und ist täglich geöffnet.
Hier liegen sechs Generäle sowie mehr als 3.300 Soldaten der Konföderierten Staaten begraben, davon sind 2.184 als Unbekannt bestattet.
Bei den Generälen handelt es sich um:
- Seth Maxwell Barton, Brigadegeneral des konföderierten Heeres
- Dabney Herndon Maury, Generalmajor der Konföderierten Armee
- Abner Monroe Perrin, General der Army of Northern Virginia
- Daniel Ruggles, Brigadegeneral der Konföderierten Armee
- Henry Hopkins Sibley, Brigadegeneral der Konföderierten Armee und Leiter des New-Mexico-Feldzuges
- Carter Littlepage Stevenson, Berufsoffizier, später Offizier der Konföderierten Armee in den westlichen Schlachten im Sezessionskrieg

Von diesen sechs Offizieren, ist lediglich Abner Monroe Perrin in den Schlachten rund um Fredericksburg gefallen; die restlichen überlebten den Krieg und starben später.